# Rebecca Ferguson (színművész)
Rebecca Louisa Ferguson Sundström (Stockholm, 1983. október 19. –) svéd színésznő.

## Élete és pályafutása
Apja Olov Sundström svéd, anyja Rosemary Ferguson brit aki 25 éves korában költözött Svédországba. Rebecca Stockholmban született és nőtt fel.
Férje egy Rory nevű férfi, egy lányuk született, Saga (2018). Korábban Ludwig Hallberggel élt kapcsolatban, fiuk, Isac 2007-ben jött világra.

## Filmográfia

### Film
| Év   | Magyar cím                               | Eredeti cím                          | Szerep              | Magyar hang        |
| ---- | ---------------------------------------- | ------------------------------------ | ------------------- | ------------------ |
| 2004 | A tó szelleme                            | Drowning Ghost                       | Amanda              | Holecskó Orsolya   |
| 2010 |                                          | Lennart (rövidfilm)                  | ápolónő             |                    |
| 2010 |                                          | Puls (rövidfilm)                     | Linda               |                    |
| 2011 |                                          | A One-way Trip to Antibes            | Maria               |                    |
| 2011 |                                          | Irresistible (rövidfilm)             | Nő                  |                    |
| 2013 |                                          | VI                                   | Linda               |                    |
| 2014 | Herkules                                 | Hercules                             | Ergenia             | Zakariás Éva       |
| 2015 | Mission: Impossible – Titkos nemzet      | Mission: Impossible – Rogue Nation   | Ilsa Faust          | Huszárik Kata      |
| 2016 |                                          | Despite the Falling Snow             | Katya / Lauren      |                    |
| 2016 | Florence – A tökéletlen hang             | Florence Foster Jenkins              | Kathleen Weatherley | Györgyi Anna       |
| 2016 | A lány a vonaton                         | The Girl on the Train                | Anna Watson         | Törőcsik Franciska |
| 2017 | A legnagyobb showman                     | The Greatest Showman                 | Jenny Lind          | Ruttkay Laura      |
| 2017 | Élet                                     | Life                                 | Miranda North       | Horváth Lili       |
| 2017 | Hóember                                  | The Snowman                          | Katrine Bratt       | Bartsch Kata       |
| 2018 |                                          | Little Match Girl (rövidfilm)        | anya                |                    |
| 2018 | Mission: Impossible – Utóhatás           | Mission: Impossible – Fallout        | Ilsa Faust          | Huszárik Kata      |
| 2019 | Álom doktor                              | Doctor Sleep                         | Kalapos Rose        | Szávai Viktória    |
| 2019 | Király ez a srác!                        | The Kid Who Would Be King            | Morgana             | Solecki Janka      |
| 2019 | Men in Black – Sötét zsaruk a Föld körül | Men in Black: International          | Riza                | Szávai Viktória    |
| 2020 |                                          | Cold Night                           | Jenny Sorensen      |                    |
| 2021 | Új múlt                                  | Reminiscence                         | Mae                 | Ruttkay Laura      |
| 2021 | Dűne                                     | Dune                                 | Lady Jessica        | Bartsch Kata       |
| 2023 | Mission: Impossible – Leszámolás         | Mission: Impossible – Dead Reckoning | Ilsa Faust          | Huszárik Kata      |
| 2024 | Dűne: Második rész                       | Dune: Part Two                       | Lady Jessica        | Bartsch Kata       |

### Televízió
| Év        | Magyar cím       | Eredeti cím                | Szerep             | Megjegyzések                       |
| --------- | ---------------- | -------------------------- | ------------------ | ---------------------------------- |
| 1999–2000 |                  | Nya tider                  | Anna Gripenhielm   | 54 epizód                          |
| 2002      |                  | Ocean Ave.                 | Chrissy Eriksson   | 1 epizód                           |
| 2008      | Wallander        | Wallander                  | Louise Fredman     | 1 epizód                           |
| 2013      |                  | Der Kommissar und das Meer | Jasmine Larsson    | 1 epizód                           |
| 2013      | A fehér királyné | The White Queen            | Woodville Erzsébet | minisorozat főszereplő (10 epizód) |
| 2013      |                  | The Vatican                | Olivia Borghese    | tévéfilm                           |
| 2014      | A vörös sátor    | The Red Tent               | Dinah              | minisorozat főszereplő (2 epizód)  |